# 多根
多根是德国巴登-符腾堡州的一个市镇。总面积7.45平方公里，总人口2257人，其中男性1099人，女性1158人（2011年12月31日），人口密度303人/平方公里。